# Exposición Regional Gallega de 1880

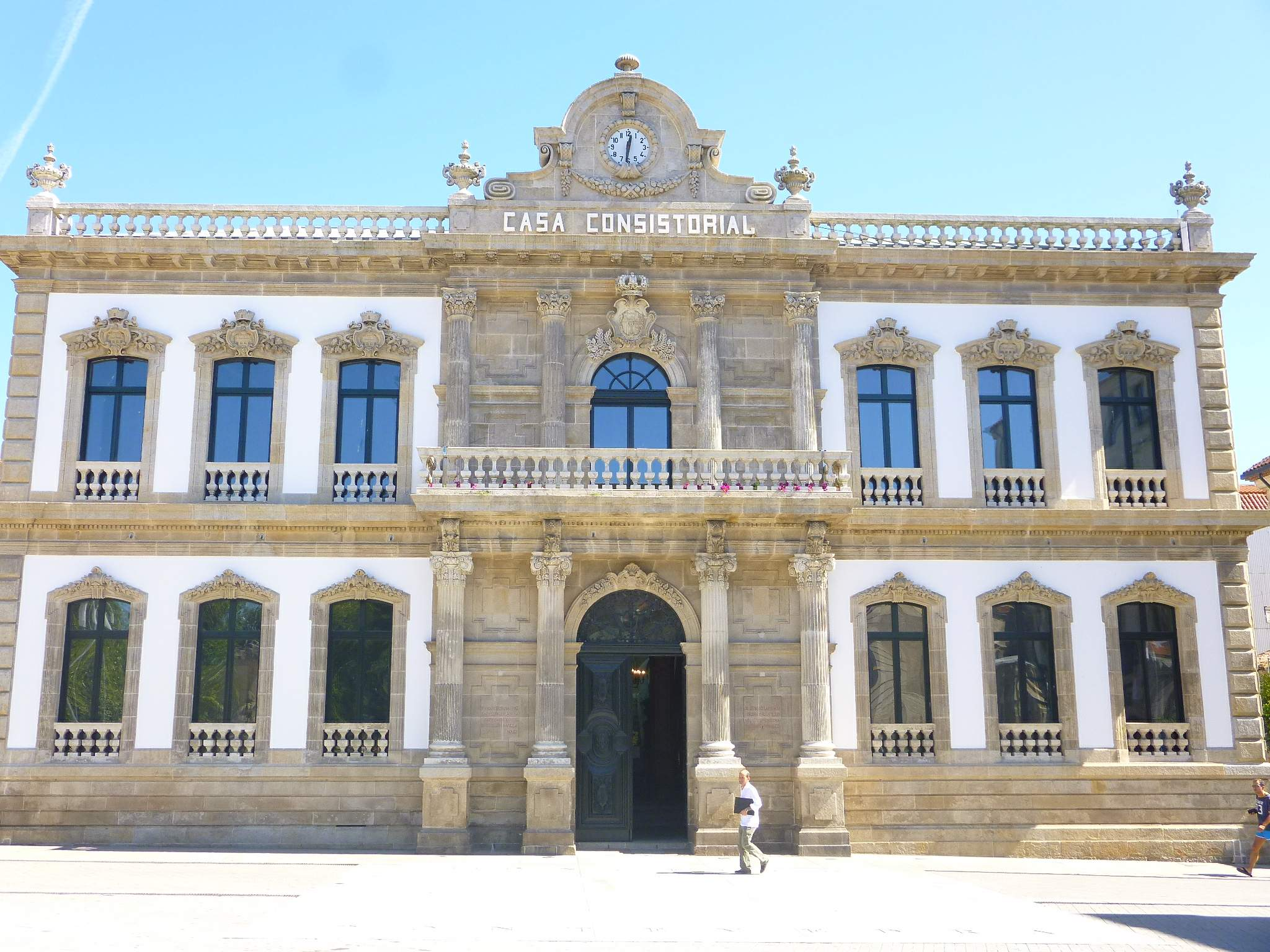
Casa Consistorial de Pontevedra.

La Exposición Regional de Galicia de 1880 fue un evento celebrado en la ciudad española de Pontevedra en 1880. Fue impulsado por el gobernador civil Filiberto Abelardo Díaz, coincidiendo con la inauguración de la nueva casa consistorial de Pontevedra diseñada por el arquitecto Alejandro Sesmero. 

## Historia y características
La exposición se desarrolló en la casa consistorial, en el colegio de la Compañía (edificio que había sido utilizado como instituto y que en aquel entonces albergaba el hospicio) y en un pabellón en la Alameda. Fue inaugurada el 5 de agosto, con la presencia de Eugenio Montero Ríos, Antonio Aguilar Correa y Antonio Romero Ortiz.
Se instalaron fábricas de cerveza, chocolate, licores, refrescos, galletas y rosquillas de Ribadavia y Silleda, quesos y mantequilla, dulces de las monjas de los conventos de clarisas de Redondela y Tuy, conservas, ahumados, zuecos de palo, vajillas de madera, muebles, sombreros, curtidos, cerámica y alfarería, telas y herramientas. Se presentaron muestras de azabachería y orfebrería de Santiago de Compostela y encajes de Camariñas y Noya. Se expusieron miniaturas, grabados, dibujos y pinturas, fotografías, bordados y trabajos tipográficos, así como trabajos escolares de la escuela Froebel. También sobre horticultura, viticultura, ostricultura, cristalería, antigüedades e instrumentos musicales. Estuvieron presentes representantes de diversas fábricas de papel.
Se celebraron juegos florales en el Teatro del Liceo Casino, certamen literario en el que participaron como jueces Antonio Romero Ortiz, Eugenio Montero Ríos, Eduardo Chao, Manuel Curros Enríquez, Indalecio Armesto, Emilio Álvarez Giménez, y Luis Rodríguez Seoane. Los ganadores fueron Ángel Lasso de la Vega, Antonio Alcalde Valladares, Ramón Segade Campoamor, Arturo Vázquez, Isidoro Casulleras, Nicanor Rey Díaz, Jesús Muruais (por un himno a Galicia) y Andrés Muruais (por una oda a Pontevedra). También hubo un concurso de música.
Se instaló un foco eléctrico, que proyectaba luz desde el Palacio de la Diputación Provincial y desde una de las torres de la iglesia de la Virgen Peregrina.
Unas 16.000 personas visitaron la exposición. Para la misma se compuso expresamente una Guía de Pontevedra.